# Alexander Farnese

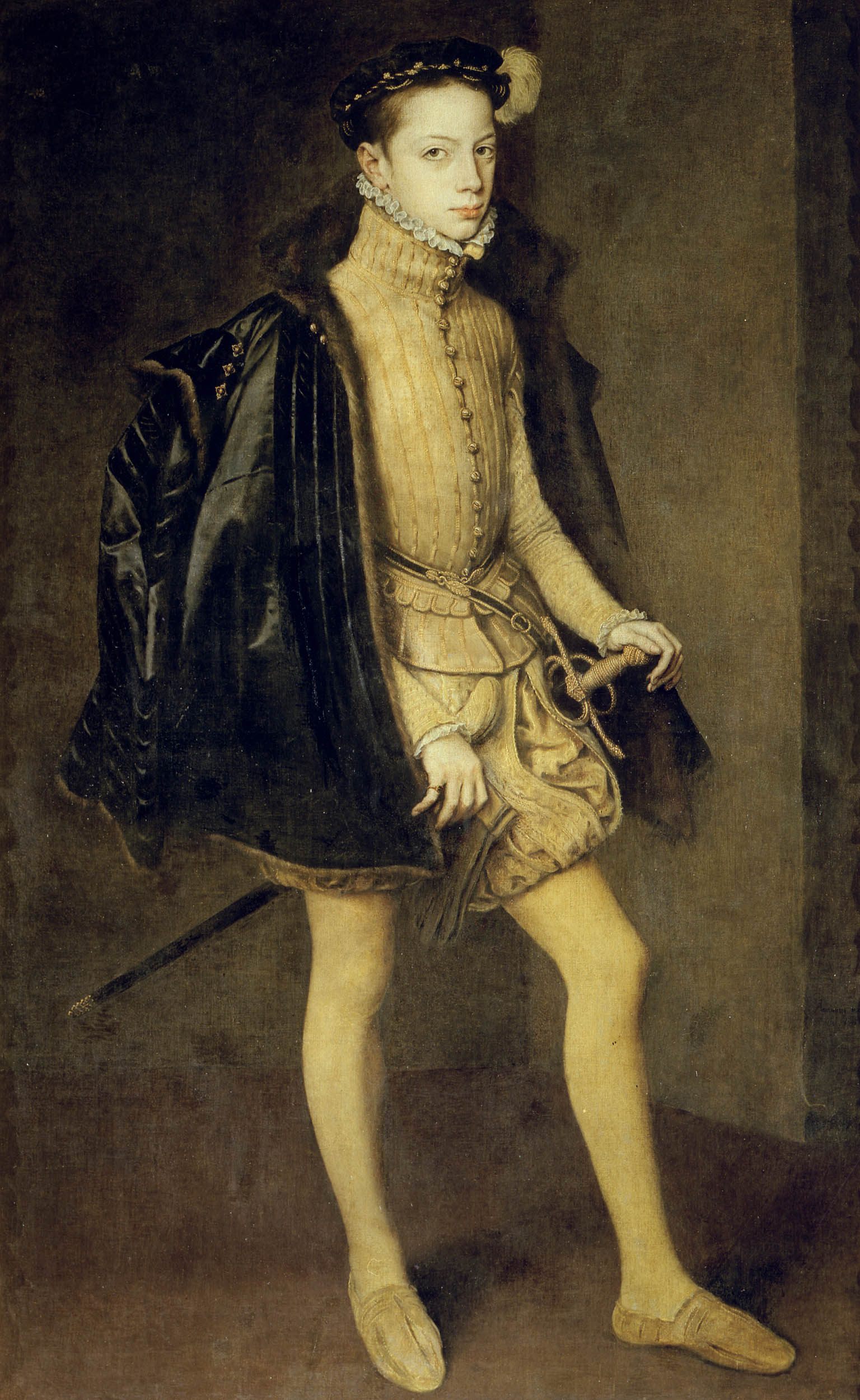
Portret als 12-jarige door Anthonis Mor in 1557 (Galleria nazionale di Parma)

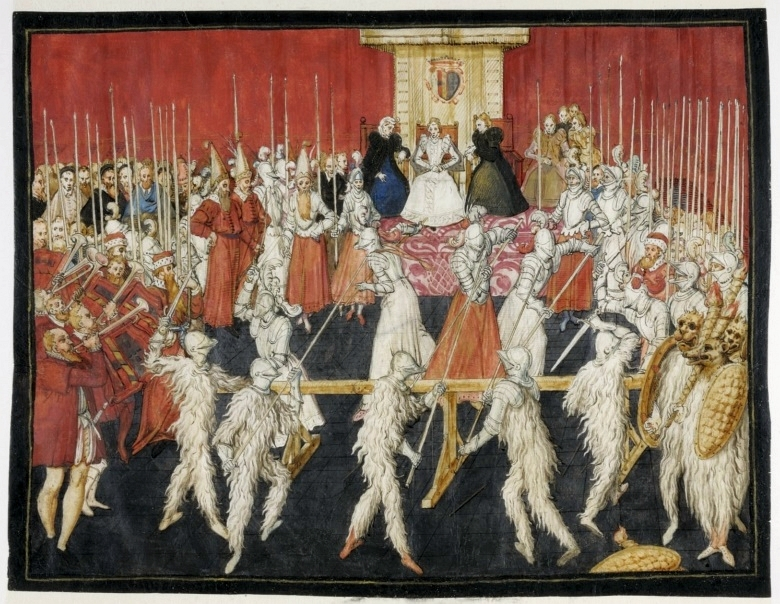
Miniatuur uit het Album van Brussel waarop Maria van Portugal toekijkt hoe haar kersverse echtgenoot aan het hoofd van de Wildemannen zegeviert over de Amazones en de Leeuwen (omgeving Frans Floris, 1565).

Alexander Farnese (Italiaans: Alessandro) (Rome, 27 augustus 1545 – Atrecht, 3 december 1592) was een Spaans veldheer, landvoogd van de Nederlanden (1578-1592), hertog van Parma en Piacenza (1586-1592) en van Castro. Hij was de zoon van Margaretha van Parma en Ottavio Farnese, hertog van Parma, en dus een onwettige kleinzoon van keizer Karel V en via zijn vader een achterkleinzoon van paus Paulus III.
In de Nederlandse geschiedschrijving wordt hij doorgaans de hertog van Parma of kortweg Parma genoemd. Hij werd echter pas hertog bij het overlijden van zijn vader in 1586, en was tot dan slechts prins van Parma. In de Vlaamse geschiedschrijving (en in toenemende mate ook in de Nederlandse) wordt de voorkeur gegeven aan zijn echte naam Alexander Farnese of kortweg Farnese in plaats van zijn titel.

## Levensloop

### Benoeming tot landvoogd der Nederlanden
Farnese was als landvoogd opvolger van Juan van Oostenrijk, die in 1578 overleed. Hoewel twee jaar jonger, was don Juan als bastaardzoon van Karel V feitelijk de oom van Farnese, die als officier in dienst was van don Juan; hij vocht mee in onder andere de Slag bij Gembloers en de Slag bij Rijmenam. De Staten-Generaal van de Nederlanden, die toen nog de Noordelijke en de Zuidelijke Nederlanden vertegenwoordigden, hadden aan Filips II van Spanje de 19-jarige aartshertog Matthias van Oostenrijk voor deze functie voorgedragen. Filips drukte echter de benoeming van Farnese door, waarop de Staten-Generaal weigerden hem te erkennen. In 1581 verklaarde de Unie van Utrecht zich onafhankelijk en zette Filips af als landsheer met het Plakkaat van Verlatinghe.

### Parma's negen jaren
Farnese liet het hier niet bij. In opdracht van Filips II bracht hij een leger op de been dat aankwam in Luxemburg. Hij kreeg medewerking van huurlingen uit de Waalse gewesten die de koning trouw bleven in de Unie van Atrecht, die al op 6 januari 1579 werd opgericht. Dit was het begin van Parma's negen jaren; van hieruit begon de herovering van de Nederlanden.
De meeste steden ten noorden van de taalgrens wezen de Unie van Atrecht af; enkele gewesten sloten de Unie van Utrecht op 23 januari van hetzelfde jaar, waar later vrijwel alle andere gewesten en steden, die ook de Unie van Brussel hadden ondertekend, zich bij aansloten. Dit militair verbond verenigde Parma's vijanden, wat een snelle herovering van de opstandige gebieden onmogelijk maakte. Farnese probeerde daarom een wig te drijven binnen de Staatse partij; hij stond calvinisten toe zonder bestraffing te vertrekken uit hun woonplaats, in tegenstelling tot eerdere landvoogden,  die calvinisten zo streng mogelijk straften. Hierdoor waren opstandige steden eerder bereid tot overgave. Tekenend voor Farnese is dat hij zich ook vergeefs verzette tegen de namens Filips bevolen afkondiging van de ban over Willem van Oranje.
Farnese ontpopte zich behalve als relatief tolerant tegen calvinisten ook als een bekwaam militair leider en slaagde er met een combinatie van toegeeflijkheid jegens protestanten en krijgskunst in om verscheidene opstandige steden zoals Brugge, Brussel, Gent, Oudenaarde en Antwerpen te veroveren en ze niet meer los te laten.
Farnese werd namens de koning in de kapel van de schans Sint-Philips te Antwerpen geridderd in de Orde van het Gulden Vlies als beloning voor het heroveren van de stad Antwerpen. Na een plechtigheid door de aartsbisschop van Kamerijk, Lodewijk van Berlaymont, gaf de graaf van Mansfeld het sieraad aan Farnese op 11 augustus 1585.
Tegen 1586 had de hertog van Parma (sinds de dood van zijn vader in 1586 mocht hij deze titel voeren) het grootste deel van de Nederlanden in handen. Enkel Zeeland, Holland, Utrecht en delen van Friesland, Overijssel en Gelre waren nog niet in zijn handen.

### Tegen Frankrijk

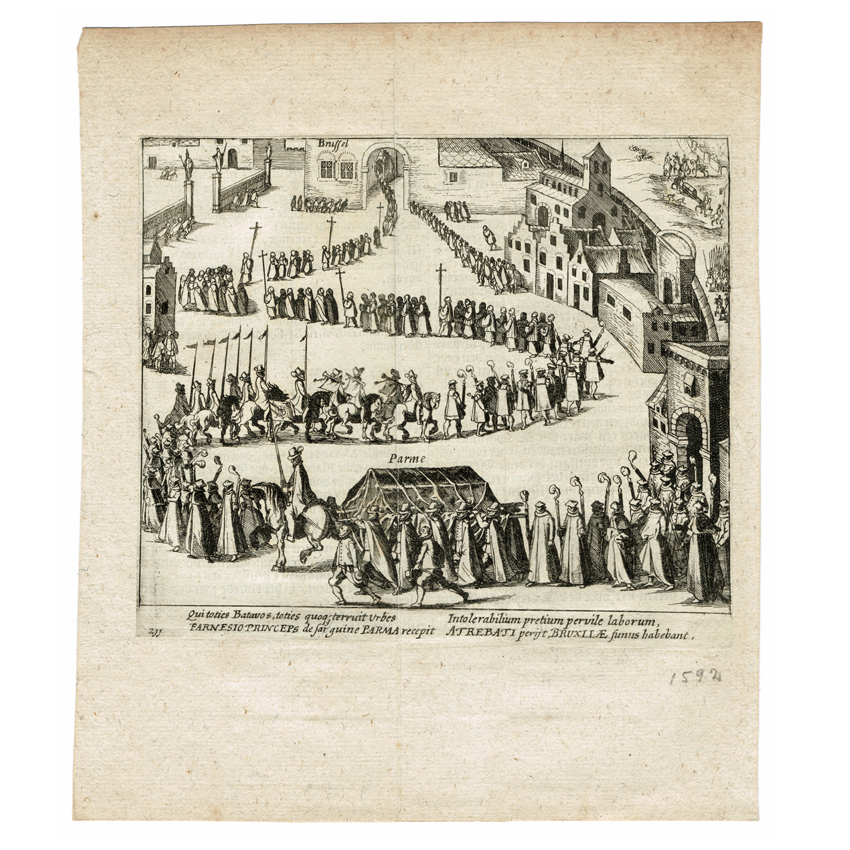
Aankomst van de begrafenisstoet van de Hertog van Parma in Brussel 1592. Prent uit 'de Nassausche Oorloghen' van Willem Baudartius.

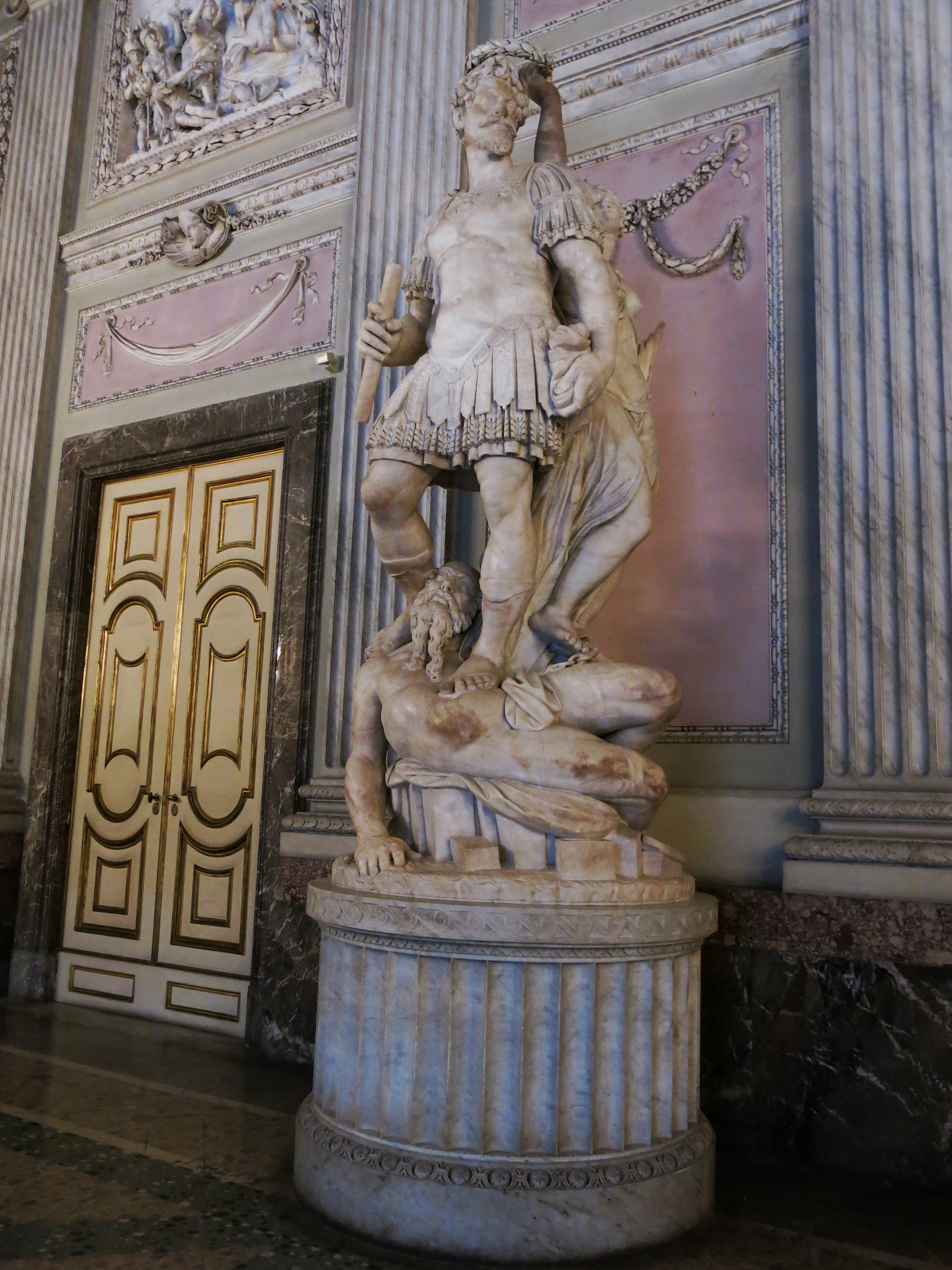
Farnese afgebeeld door Simone Moschino als overwinnaar van Antwerpen, met de Schelde en de Ketterij aan zijn voeten (1598)

In 1589 werd koning Hendrik III van Frankrijk, waar de achtste Hugenotenoorlog aan de gang was, vermoord tijdens het Beleg van Parijs. Hij werd opgevolgd door de protestantse Hendrik IV. Net toen Parma zijn blik richtte naar de Noordelijke Nederlanden, werd hij door zijn koning gedwongen om in Frankrijk aan de zijde van de katholieken tegen Hendrik IV te gaan vechten, dit tot grote opluchting van de Nederlandse opstandelingen, die in de jaren 1590-1599 het tij van De Opstand voorgoed zouden keren. Farnese speelde volgens de wens van Filips II in 1590 inderdaad een belangrijke rol in het beleg van Parijs. Hij werd echter aan een arm gewond in Rouen in 1592. Hij droeg het commando over aan zijn zoon Ranuccio en ging naar Vlaanderen. Hij werd door Filips II van zijn positie als landvoogd ontheven, omdat hij niet voldoende loyaal zou zijn geweest. Farnese werd tijdelijk opgevolgd door Peter Ernst I van Mansfeld tot aan de komst van Ernst van Oostenrijk, tweede zoon van Habsburgse keizer Maximiliaan II. Farnese trok zich terug in Atrecht, toen nog behorend tot de Spaanse Nederlanden, waar hij op 47-jarige leeftijd overleed.

## Huwelijk en kinderen
Farnese trouwde op 11 november 1565 te Brussel met Maria van Portugal, dochter van Eduard van Guimarăes. Uit het huwelijk werden de volgende kinderen geboren:
- Margherita Farnese (1567-1643), gehuwd met Vincenzo I Gonzaga (1562-1612), hertog van Mantua
- Ranuccio I Farnese (1569-1622), hertog van Parma
- Odoardo Farnese (1573-1626), kardinaal

Maria overleed in 1577 in Parma.

## Kwartierstaat
| Paus Paulus III (1468-1549) | Paus Paulus III (1468-1549) | Paus Paulus III (1468-1549) | Paus Paulus III (1468-1549) | Paus Paulus III (1468-1549)    | Paus Paulus III (1468-1549)    | Silvia Ruffini (1475-1561)     | Silvia Ruffini (1475-1561)     | Silvia Ruffini (1475-1561)     | Silvia Ruffini (1475-1561)     | Silvia Ruffini (1475-1561)  | Silvia Ruffini (1475-1561)  |                             |                             | Ludovico Orsini (overleden in 1534) | Ludovico Orsini (overleden in 1534) | Ludovico Orsini (overleden in 1534) | Ludovico Orsini (overleden in 1534) | Ludovico Orsini (overleden in 1534) | Ludovico Orsini (overleden in 1534) | Giulia Conti                  | Giulia Conti                  | Giulia Conti                  | Giulia Conti                  | Giulia Conti | Giulia Conti |  |  | Filips de Schone (1478-1506) | Filips de Schone (1478-1506) | Filips de Schone (1478-1506)   | Filips de Schone (1478-1506)   | Filips de Schone (1478-1506)   | Filips de Schone (1478-1506)   | Johanna van Castilië (1479-1555) | Johanna van Castilië (1479-1555) | Johanna van Castilië (1479-1555) | Johanna van Castilië (1479-1555) | Johanna van Castilië (1479-1555) | Johanna van Castilië (1479-1555) |                                  |                                  | Gilles Johan van der Gheynst     | Gilles Johan van der Gheynst     | Gilles Johan van der Gheynst            | Gilles Johan van der Gheynst            | Gilles Johan van der Gheynst            | Gilles Johan van der Gheynst            | Johanna van der Coye                    | Johanna van der Coye                    | Johanna van der Coye | Johanna van der Coye | Johanna van der Coye | Johanna van der Coye |  |  |  |  |  |  |  |  |  |  |  |  |  |  |  |  |  |  |  |  |  |  |  |  |  |  |  |  |  |  |  |  |  |  |  |  |  |  |  |  |  |  |  |  |  |  |  |  |
| Paus Paulus III (1468-1549) | Paus Paulus III (1468-1549) | Paus Paulus III (1468-1549) | Paus Paulus III (1468-1549) | Paus Paulus III (1468-1549)    | Paus Paulus III (1468-1549)    | Silvia Ruffini (1475-1561)     | Silvia Ruffini (1475-1561)     | Silvia Ruffini (1475-1561)     | Silvia Ruffini (1475-1561)     | Silvia Ruffini (1475-1561)  | Silvia Ruffini (1475-1561)  |                             |                             | Ludovico Orsini (overleden in 1534) | Ludovico Orsini (overleden in 1534) | Ludovico Orsini (overleden in 1534) | Ludovico Orsini (overleden in 1534) | Ludovico Orsini (overleden in 1534) | Ludovico Orsini (overleden in 1534) | Giulia Conti                  | Giulia Conti                  | Giulia Conti                  | Giulia Conti                  | Giulia Conti | Giulia Conti |  |  | Filips de Schone (1478-1506) | Filips de Schone (1478-1506) | Filips de Schone (1478-1506)   | Filips de Schone (1478-1506)   | Filips de Schone (1478-1506)   | Filips de Schone (1478-1506)   | Johanna van Castilië (1479-1555) | Johanna van Castilië (1479-1555) | Johanna van Castilië (1479-1555) | Johanna van Castilië (1479-1555) | Johanna van Castilië (1479-1555) | Johanna van Castilië (1479-1555) |                                  |                                  | Gilles Johan van der Gheynst     | Gilles Johan van der Gheynst     | Gilles Johan van der Gheynst            | Gilles Johan van der Gheynst            | Gilles Johan van der Gheynst            | Gilles Johan van der Gheynst            | Johanna van der Coye                    | Johanna van der Coye                    | Johanna van der Coye | Johanna van der Coye | Johanna van der Coye | Johanna van der Coye |  |  |  |  |  |  |  |  |  |  |  |  |  |  |  |  |  |  |  |  |  |  |  |  |  |  |  |  |  |  |  |  |  |  |  |  |  |  |  |  |  |  |  |  |  |  |  |  |
|                             |                             |                             |                             |                                |                                |                                |                                |                                |                                |                             |                             |                             |                             |                                     |                                     |                                     |                                     |                                     |                                     |                               |                               |                               |                               |              |              |  |  |                              |                              |                                |                                |                                |                                |                                  |                                  |                                  |                                  |                                  |                                  |                                  |                                  |                                  |                                  |                                         |                                         |                                         |                                         |                                         |                                         |                      |                      |                      |                      |  |  |  |  |  |  |  |  |  |  |  |  |  |  |  |  |  |  |  |  |  |  |  |  |  |  |  |  |  |  |  |  |  |  |  |  |  |  |  |  |  |  |  |  |  |  |  |  |
|                             |                             |                             |                             | Pier Luigi Farnese (1503-1547) | Pier Luigi Farnese (1503-1547) | Pier Luigi Farnese (1503-1547) | Pier Luigi Farnese (1503-1547) | Pier Luigi Farnese (1503-1547) | Pier Luigi Farnese (1503-1547) |                             |                             |                             |                             |                                     |                                     | Girolama Orsini (1504–1570)         | Girolama Orsini (1504–1570)         | Girolama Orsini (1504–1570)         | Girolama Orsini (1504–1570)         | Girolama Orsini (1504–1570)   | Girolama Orsini (1504–1570)   |                               |                               |              |              |  |  |                              |                              |                                |                                | Keizer Karel V (1500-1558)     | Keizer Karel V (1500-1558)     | Keizer Karel V (1500-1558)       | Keizer Karel V (1500-1558)       | Keizer Karel V (1500-1558)       | Keizer Karel V (1500-1558)       |                                  |                                  |                                  |                                  |                                  |                                  | Johanna van der Gheynst (ca. 1505-1541) | Johanna van der Gheynst (ca. 1505-1541) | Johanna van der Gheynst (ca. 1505-1541) | Johanna van der Gheynst (ca. 1505-1541) | Johanna van der Gheynst (ca. 1505-1541) | Johanna van der Gheynst (ca. 1505-1541) |                      |                      |                      |                      |  |  |  |  |  |  |  |  |  |  |  |  |  |  |  |  |  |  |  |  |  |  |  |  |  |  |  |  |  |  |  |  |  |  |  |  |  |  |  |  |  |  |  |  |  |  |  |  |
|                             |                             |                             |                             | Pier Luigi Farnese (1503-1547) | Pier Luigi Farnese (1503-1547) | Pier Luigi Farnese (1503-1547) | Pier Luigi Farnese (1503-1547) | Pier Luigi Farnese (1503-1547) | Pier Luigi Farnese (1503-1547) |                             |                             |                             |                             |                                     |                                     | Girolama Orsini (1504–1570)         | Girolama Orsini (1504–1570)         | Girolama Orsini (1504–1570)         | Girolama Orsini (1504–1570)         | Girolama Orsini (1504–1570)   | Girolama Orsini (1504–1570)   |                               |                               |              |              |  |  |                              |                              |                                |                                | Keizer Karel V (1500-1558)     | Keizer Karel V (1500-1558)     | Keizer Karel V (1500-1558)       | Keizer Karel V (1500-1558)       | Keizer Karel V (1500-1558)       | Keizer Karel V (1500-1558)       |                                  |                                  |                                  |                                  |                                  |                                  | Johanna van der Gheynst (ca. 1505-1541) | Johanna van der Gheynst (ca. 1505-1541) | Johanna van der Gheynst (ca. 1505-1541) | Johanna van der Gheynst (ca. 1505-1541) | Johanna van der Gheynst (ca. 1505-1541) | Johanna van der Gheynst (ca. 1505-1541) |                      |                      |                      |                      |  |  |  |  |  |  |  |  |  |  |  |  |  |  |  |  |  |  |  |  |  |  |  |  |  |  |  |  |  |  |  |  |  |  |  |  |  |  |  |  |  |  |  |  |  |  |  |  |
|                             |                             |                             |                             |                                |                                |                                |                                |                                |                                | Ottavio Farnese (1524-1586) | Ottavio Farnese (1524-1586) | Ottavio Farnese (1524-1586) | Ottavio Farnese (1524-1586) | Ottavio Farnese (1524-1586)         | Ottavio Farnese (1524-1586)         |                                     |                                     |                                     |                                     |                               |                               |                               |                               |              |              |  |  |                              |                              |                                |                                |                                |                                |                                  |                                  |                                  |                                  | Margaretha van Parma (1522-1586) | Margaretha van Parma (1522-1586) | Margaretha van Parma (1522-1586) | Margaretha van Parma (1522-1586) | Margaretha van Parma (1522-1586) | Margaretha van Parma (1522-1586) |                                         |                                         |                                         |                                         |                                         |                                         |                      |                      |                      |                      |  |  |  |  |  |  |  |  |  |  |  |  |  |  |  |  |  |  |  |  |  |  |  |  |  |  |  |  |  |  |  |  |  |  |  |  |  |  |  |  |  |  |  |  |  |  |  |  |
|                             |                             |                             |                             |                                |                                |                                |                                |                                |                                | Ottavio Farnese (1524-1586) | Ottavio Farnese (1524-1586) | Ottavio Farnese (1524-1586) | Ottavio Farnese (1524-1586) | Ottavio Farnese (1524-1586)         | Ottavio Farnese (1524-1586)         |                                     |                                     |                                     |                                     |                               |                               |                               |                               |              |              |  |  |                              |                              |                                |                                |                                |                                |                                  |                                  |                                  |                                  | Margaretha van Parma (1522-1586) | Margaretha van Parma (1522-1586) | Margaretha van Parma (1522-1586) | Margaretha van Parma (1522-1586) | Margaretha van Parma (1522-1586) | Margaretha van Parma (1522-1586) |                                         |                                         |                                         |                                         |                                         |                                         |                      |                      |                      |                      |  |  |  |  |  |  |  |  |  |  |  |  |  |  |  |  |  |  |  |  |  |  |  |  |  |  |  |  |  |  |  |  |  |  |  |  |  |  |  |  |  |  |  |  |  |  |  |  |
|                             |                             |                             |                             |                                |                                |                                |                                |                                |                                |                             |                             |                             |                             |                                     |                                     |                                     |                                     |                                     |                                     |                               |                               |                               |                               |              |              |  |  |                              |                              |                                |                                |                                |                                |                                  |                                  |                                  |                                  |                                  |                                  |                                  |                                  |                                  |                                  |                                         |                                         |                                         |                                         |                                         |                                         |                      |                      |                      |                      |  |  |  |  |  |  |  |  |  |  |  |  |  |  |  |  |  |  |  |  |  |  |  |  |  |  |  |  |  |  |  |  |  |  |  |  |  |  |  |  |  |  |  |  |  |  |  |  |
|                             |                             |                             |                             |                                |                                |                                |                                |                                |                                |                             |                             |                             |                             |                                     |                                     |                                     |                                     |                                     |                                     |                               |                               |                               |                               |              |              |  |  |                              |                              |                                |                                |                                |                                |                                  |                                  |                                  |                                  |                                  |                                  |                                  |                                  |                                  |                                  |                                         |                                         |                                         |                                         |                                         |                                         |                      |                      |                      |                      |  |  |  |  |  |  |  |  |  |  |  |  |  |  |  |  |  |  |  |  |  |  |  |  |  |  |  |  |  |  |  |  |  |  |  |  |  |  |  |  |  |  |  |  |  |  |  |  |
|                             |                             |                             |                             |                                |                                |                                |                                |                                |                                |                             |                             |                             |                             |                                     |                                     |                                     |                                     | Alexander Farnese (1545-1592)       | Alexander Farnese (1545-1592)       | Alexander Farnese (1545-1592) | Alexander Farnese (1545-1592) | Alexander Farnese (1545-1592) | Alexander Farnese (1545-1592) |              |              |  |  |                              |                              | Carlo Farnese (1545-1545/1546) | Carlo Farnese (1545-1545/1546) | Carlo Farnese (1545-1545/1546) | Carlo Farnese (1545-1545/1546) | Carlo Farnese (1545-1545/1546)   | Carlo Farnese (1545-1545/1546)   |                                  |                                  |                                  |                                  |                                  |                                  |                                  |                                  |                                         |                                         |                                         |                                         |                                         |                                         |                      |                      |                      |                      |  |  |  |  |  |  |  |  |  |  |  |  |  |  |  |  |  |  |  |  |  |  |  |  |  |  |  |  |  |  |  |  |  |  |  |  |  |  |  |  |  |  |  |  |  |  |  |  |